# 静岡県道271号掛川山梨線
静岡県道271号掛川山梨線（しずおかけんどう271ごう かけがわやまなしせん）は静岡県掛川市から同県袋井市に至る県道（一般県道）である。

## 概要

### 路線データ
- 起点：静岡県掛川市大池・大池西交差点（静岡県道415号日坂沢田線交点）
- 終点：静岡県袋井市上山梨・上山梨交差点（静岡県道58号袋井春野線・静岡県道277号磐田山梨線・静岡県道374号浜松袋井線交点）

## 歴史
- 2020年（令和2年）12月23日：都市計画道路山梨中央通り線の開通により、ルート変更。（静岡県道277号磐田山梨線・静岡県道374号浜松袋井線と連結した。）[1]

- 2022年（令和4年）7月4日 : 歩道整備工事のため、掛川市吉岡地内の高台を上り下りする350mの区間が全面通行止めとなる。工事は開始日から約3年間を予定している。[2]

## 重複区間
- 静岡県道40号掛川天竜線（掛川市大池 2.7km）

## 地理

### 通過する自治体
- 静岡県
  - 掛川市
  - 袋井市

### 接続路線
- 静岡県道40号掛川天竜線
- 静岡県道58号袋井春野線
- 静岡県道277号磐田山梨線
- 静岡県道374号浜松袋井線
- 静岡県道415号日坂沢田線